# Lajos Szabó
Lajos Szabó (* 23. dubna 1956 Berettyóújfalu, Maďarsko) je bývalý maďarský zápasník, volnostylař.
V roce 1980 na olympijských hrách v Moskvě obsadil ve volném stylu v kategorii do 52 kg čtvrté místo. Třikrát startoval na mistrovství světa, nejlépe se umístil v roce 1979 na pátém místě. V roce 1982 obsadil desáté a v roce 1985 patnácté místo. V roce 1982 vybojoval stříbro na mistrovství Evropy. V roce 1980 a 1984 vybojoval čtvrté, v roce 1983 páté a v roce 1978 sedmé místo.